# Dominique Forma
Dominique Forma, né en 1962 à Puteaux, est un scénariste, réalisateur et écrivain franco-américain.

## Biographie
Il quitte Paris et s'installe à Hollywood en 1991, où il apprend diverses métiers liés à la production cinématographique. Il devient le "music supervisor"  de plusieurs films : L'Extrême Limite de James B. Harris, Meurtre à Alcatraz de Marc Rocco, Stargate de Roland Emmerich. C'est en travaillant avec ces différents réalisateurs qu'il prend confiance et se lance dans l'écriture et la réalisation de La Loi des armes (Scenes of the Crime) avec Jeff Bridges, Noah Whyle et Peter Greene. Le film est présenté au Festival du cinéma américain de Deauville, en septembre 2001.
De retour en France  en 2007, Dominique Forma écrit un premier roman chez Fayard, avant d'être repéré par François Guérif qui le publie chez Rivages dans la  collection Rivages/Noir. Il poursuit cette carrière à La Manufacture de Livres, puis plus récemment chez Robert Laffont.

## Filmographie

### Comme réalisateur
- 1998 : Shaking All Over, court métrage
- 2001 : La Loi des armes (Scenes of the Crime), film écrit et réalisé par Dominique Forma avec Jeff Bridges et Jon Abrahams.

## Publications
- Skeud, roman, éd. Fayard, 2008,  (ISBN 978-2213632322). Réédition Rivages Noir, 2015
- Cinérotica, 2008-2009, magazine en quatre numéros sous la direction de Christophe Bier
- Sans vérité, roman jeunesse, éd. Syros, 2010,  (ISBN 978-2748509809)
- Dictionnaire des films français pornographiques et érotiques en 16 et 35 mm, éd. Serious Publishing, sous la direction de Christophe Bier, coécrit avec Grégory Alexandre, Edgard Baltzer, Daniel Brémaud, François Cognard, Serène Delmas, Maxime Delux, Denis Duicq, Gilles Esposito, Pierre-Arnaud Jonard, Hervé Joseph Lebrun, Emmanuel Levaufre, Armel de Lorme, Italo Manzi, Patrick Meunier, Alain Minard, Francis Moury, Britt Nini, Jean-François Rauger, Frédéric Thibaut et Jacques Zimmer[4],[5],[6], 2011,  (ISBN 978-2363200013)
- Voyoucratie, roman, éd. Rivages/Noir no 881, 2012
- Nano, roman jeunesse, éd. Syros, 2013
- Hollywood Zéro, roman. éd. Rivages/Noir, 2013
- Amor, roman, éd. Rivages Thriller, 2015 puis  Rivages/Noir no 1051, 2017
- Albuquerque,, roman, éd. La Manufacture de livres, 2017.
- Coups de Vieux, éd. Robert Laffont, 2019.
- Portraits Cannibales, Marest éditeur, 2019.
- Manaus, La Manufacture de livres, 2020.
- Paris Punkabilly 76-80, de Vincent Ostria, (préface de Dominique Forma), Marest éditeur, 2021.
- La Faute de la traductrice, La Manufacture de livres, 2023.
- Bombay Beach Californie, La Manufacture de livres, 2025.